# Lac Roosevelt
Pour les articles homonymes, voir Roosevelt.
Le lac Roosevelt (en anglais : Roosevelt Lake) est un lac américain dans le comté de Tuolumne, en Californie. Il est situé à 3 106 mètres d'altitude au sein de la Yosemite Wilderness, dans le parc national de Yosemite.